# Michail Lifits
Michail Lifits (Tachkent, 25 septembre 1982) est un pianiste allemand, né dans une famille de musiciens à Tachkent, en Ouzbékistan.

## Carrière
Lifits étudie à la Hochschule für Musik de Hanovre avec Bernd Goetzke et à la Incontri col Maestro de l'Académie d'Imola, près de Bologne en Italie, avec Boris Petrushansky. 
En 2009, il remporte le premier prix au concours international de piano de Hilton Head en Caroline du Sud et le concours Ferruccio Busoni de Bolzano. La même année, il est également demi-finaliste du concours Van Cliburn à Fort Worth, au Texas. 
Lifits a joué dans des salles prestigieuses, notamment au Carnegie Hall de New York, Salle Cortot à Paris, au Wigmore Hall de Londres et à la Tonhalle de Zurich,.

## Prix
- 2003 : Premier prix et prix du public, au concours Silvio Bengali et Val Tidone (Italie) ;
- 2004 : Premier prix lors du 46e concours de la ville de Trevise (Italie);
- 2006 : Premier prix au concours Antonio Napolitano, à Vietri sul Mare (Italie) ;
- 2006 : Premier prix, prix orchestre, prix spécial, pour la meilleure interprétation des œuvres de Chopin et prix du public, au concours « Rina Sala Gallo » à Monza (Italie) ;
- 2009 : Premier prix au Concours Hilton Head (États-Unis) ;
- 2009 : Premier prix, prix du public et prix spécial, pour l'interprétation des concertos de Mozart, au Concours international de piano Ferruccio Busoni (Italie).

## Discographie
- 2011 : Bartók, Grieg, Strauss, Sonates pour violon - avec Vilde Frang, violon (17-20 octobre 2010, EMI Classics/Warner)[3] (OCLC 890656346)
- 2012 : Michail Lifits joue Mozart : Fantaisie, K.397 ; Variations sur un menuet de Duport ; Rondos K.485 et K.511 ; Adagio, K.540 ; Sonates pour piano  nos 4, (K.282) et 9 (K.311)  (Decca 476 4857)
- 2015 : Schubert, Sonates pour piano D. 894 et D. 845 (Decca) (OCLC 953733743)
- 2017 : Chostakovitch, Préludes op. 34 ; Quintette avec piano, op. 57 - avec le Quatuor Szymanowski (Decca)[4]